# Peder Carl Lasson
Peder Carl Lasson, född den 14 november 1798 i Bærum (Akershus amt), död den 5 juni 1873 i Kristiania, var en norsk jurist.
Lasson blev højesteretsadvokat 1828, assessor i Højesteret 1837, sorenskriver i Aker 1848 och justitiarius i Højesteret 1855. Under Oskar I:s sjukdom 1852-53 var Lasson tillförordnat statsråd, men avslog senare anbud att inträda i statsrådet som chef för justitiedepartementet. 
Han var en skarpsinnig jurist och deltog med utmärkelse i flera kungliga lagkommissioner. I förening med Claus Winter Hjelm och Bredo Henrik von Munthe af Morgenstierne utgav Lasson (1826-30) "Juridiske samlinger" och var en bland grundläggarna av "Norsk retstidende" (1836), som han ensam redigerade 1837-48.